# Romilly-sur-Seine

Romilly-sur-Seine este o comună în departamentul Aube din nord-estul Franței. În 1 ianuarie 2022 avea o populație de 14.751 de locuitori.